# (1917) Cuyo
(1917) Cuyo es un asteroide perteneciente a los asteroides Amor descubierto por Arturo G. Samuel y Carlos Ulrrico Cesco el 1 de enero de 1968 desde el observatorio El Leoncito, Argentina.

## Designación y nombre
Cuyo se designó al principio como 1968 AA.
Posteriormente fue nombrado por la Universidad Nacional de Cuyo.

## Características orbitales
Cuyo está situado a una distancia media de 2,151 ua del Sol, pudiendo acercarse hasta 1,067 ua y alejarse hasta 3,235 ua. Tiene una excentricidad de 0,504 y una inclinación orbital de 23,93°. Emplea 1152 días en completar una órbita alrededor del Sol.